# Equip Galaxy
Equip Galaxy (català) o Team Galaxy (anglès) és una sèrie animada francesa-italiana-canadenca creada per Vincent Chalvon-Demersay i David Michel, produïda per la companyia d'animació francesa Marathon Media al costat de Rai Fiction i Image Entertainment Corporation. La sèrie combina animació 2D amb elements 3D, tant el concepte com l'estil d'animació són similars als de Totally Spies! i Martin Mystery, altres sèries creades per la mateixa productora.
La sèrie es va emetre en diverses emissores:
- França i Canadà: En francès; emesa per la France 3 i VRAK, cadenes productores. També per Disney XD i pel Canal J.
- Catalunya: Doblada al català per Televisió de Catalunya; s'ha emès al K3 i al canal Super3.[1]
- Espanya i Llatinoamèrica: Doblada al castellà i emesa pel canal Jetix.
- Estats Units: En anglès a través del canal Cartoon Network.

## Sinopsi
Equip Galaxy tracta sobre un grup d'amics que intenten equilibrar tant la vida escolar com el temps lliure. Els tres protagonistes, Josh, Yoko i Brett, assisteixen a una acadèmia galàctica anomenada "Galaxy High", una escola d'elit que entrena als seus pupils perquè assisteixin en missions perilloses en planetes llunyans, a més d'actuar com una autoritat de justícia que defensa a la galàxia dels criminals. A més com l'escola és d'un nivell galàctic, es poden veure a alguns professors i alumnes que són alienígenes.

## Personatges principals
- Josh Kirkpatrick - Un jove rebel de 16 anys addicte a l'adrenalina, que prefereix les aventures espacials que estar en una sala de classes. Acostuma a suspendre a classe, però té èxit en les seves missions. Malgrat la seva eixelebrada personalitat, el seny independent de Josh és perfecte dins de l'equip. El seu pare és el director de Galaxy High, el director Kirkpatrick. El seu vestit espacial és blau fosc. Va al mateix grup que Brett i Yoko.

- Yoko - Una jove amant de la música pop de 15 anys, una noia increïblement creativa que veu a Galaxy High com només un pas en el seu camí cap a la fama. Sovint, Yoko es distreu en les missions quan se li presenta al davant seu un concurs de talent o alguna cosa que podria impulsar la seva carrera. També és una assistent de moda que sempre està conscient del seu aspecte i estil. El seu vestit espacial és de color porpra clar. Va añ mateix grup que Josh i Brett.

- Brett - Un geni tossut de 10 anys, que malgrat la seva intel·ligència, se sent restringit per la seva curta edat. És baixet i no suporta que li diguin "nen". És el més assenyat del grup, però a causa de la seva joventut i als seus companys amants de la diversió, sovint és ignorat. Comparteix habitació amb Josh. El seu vestit espacial és vermell i va al mateix grup que Josh i Yoko.

- Fluffy / Pelut (en català) - L'ultramascota de l'equip, és un gos robòtic de color vermell i blanc que ajuda als estudiants en les seves missions. És capaç de transformar-se en la forma d'atac bípede. Té una gran semblança amb Latias, de la franquícia Pokémon.

## Crèdits de producció[2]
- Produït per: Vincent Chalvon Demersay i David Michel
- Dirigit per: Stephane Berry
- Supervisor de guió il·lustrat: Damien Tromel
- Disseny de personatges: Eddie Mehong and Fabien Mense
- Supervisat per: Eddie Mehong

## Repartiment de veu
| Personatge           | Doblatge en català    | Doblatge original en anglès | Doblatge a llatinoamèrica | Doblatge a Espanya      |
| -------------------- | --------------------- | --------------------------- | ------------------------- | ----------------------- |
| Josh Kirkpatrick     | Roger Isasi-Isasmendi | Kirby Morrow                | Eder La Barrera           | Juan Martín Goirizelaia |
| Brett                | Mònica Padrós         | Tabitha St. Germain         | Mariela Díaz              | Eba Ojanguren           |
| Yoko                 | Cristina Mauri        | Katie Griffin               | Lileana Chacón            | Pilar Ferrero           |
| Director Kirkpatrick | Eduard Doncos         | Brian Dobson                |                           | Manu Heras              |
| Pelut                |                       | Cathy Weseluck              |                           |                         |

## Curiositats
- En un capítol va aparèixer-hi el protagonista de la sèrie Martin Mystery, també de la productora Marathon Media.